# 율봉서원
율봉서원(栗峰書院)은 대한민국 전라남도 순천시 별량면에 있는 서원이다. 2015년 7월 3일 순천시 (전라남도)의 향토유적 제12호로 지정되었다.

## 개요
율봉서원은 1824년에 건립 되었다. 1868년 서원철폐령에 의하여 철폐된 후 지금 서원이 바라보는 남서쪽 약 320m정도 떨어진 곳에 기단과 그 위에 놓여진 비만 남아 있어 그 맥을 유지하고 있었다. 1948년 해방 후 현재의 위치에 복설, 지금까지 보수 및 수리가 이루어졌다.
삼강문은 1707년도에 원래 열녀비가 있던 터에 정숙․정승조 부자가 정유재란 때 순절한 임란공신(선무원종2등의 쌍충)임을 인정, 1804년 쌍충 정려가 내려지자 이때 3칸의 삼강문으로 합쳐 세워졌다. 1982년 현재의 터로 이전되었다.
율봉서원 및 삼강문과 과련된 기록은 『강남악부』「작호행」에 1633년(인조 11) 정숙의 자부(승호 처) 동복오씨의 열녀정려 세워졌다고 기록되었다.
순천부 유학 이덕붕(李德鵬) 등 가전상언(駕前上言)에 의하면, 1804년(순조 4) 정숙(1556~1598)·정승조(1573~1598) 쌍충정려 및 정숙의 7세손 효원(孝元)과 처 성씨(成氏)의 쌍효 정려명이 내려지자 그 해 12월에 충․효․열의 삼강문 세워졌다는 기록이 있다.
외삼문이 강당과 중심축에 놓이고 사우건물로 진입할 수 반드시 강당을 거치고 사당에 진입할 수 있는 서원은 경북의 역동서원(1570) 밖에 없는 것으로 보아, 율봉서원 또한 서원의 배치유형 면에서 과정적 공간이 잘 나타나있는 사례라 할 수 있다.
율봉사인 사우건물이 단 차이와 동선의 흐름체계에 의해 위계성이 잘 나타나고 있으며, 배향자의 정려각이 율봉서원의 일부가 됨으로 서원의 사우중심형 건물의 상징적 구심점이 더욱 부각되어 나타난다.

## 참고 문헌
- 율봉서원 - 한국서원연합회